# Peter Kupke
Peter Kupke (* 1. Mai 1932 in Kreuzburg O.S.; † 10. Dezember 2022 in Frankfurt am Main) war ein deutscher Theaterregisseur und -intendant, sowie Fernsehregisseur.

## Leben und Wirken
Kupke machte 1951 das Abitur in Dresden und durchlief anschließend eine Schauspielausbildung und ein Studium der Theaterwissenschaft am Deutschen Theater-Institut in Weimar und in der Theaterhochschule Leipzig, das er 1956 mit dem Diplom abschloss. 
Er arbeitete von 1956 bis 1960 als Schauspieler, Dramaturg und Oberspielleiter am Stadttheater Döbeln und wechselte anschließend für drei Jahre als Schauspieler und Regieassistent ans Deutsche Theater Berlin. Von 1963 bis 1971 war am Hans-Otto-Theater in Potsdam engagiert – zunächst als Regisseur und Oberspielleiter, ab 1968 als Intendant. 1971 wechselte er als Regisseur ans Berliner Ensemble. Als Intendant Manfred Wekwerth allerdings Kupkes Inszenierung von Ben Jonsons Bartholomew Fair 1979 absagt, kommt seine dortige Regie-Tätigkeit aber quasi zum Erliegen.
1981 flüchtete er aus der DDR über Dänemark in die Bundesrepublik. Von 1985 bis 1992 war er Schauspieldirektor am Hessischen Staatstheater Wiesbaden.
Er war mit der Schauspielerin Sonja Hörbing verheiratet.

## Theater (Auswahl)
- 1967: William Shakespeare: Richard II. (Hans Otto Theater Potsdam)
- 1968: William Shakespeare: Die Komödie der Irrungen (Hans Otto Theater Potsdam)
- 1968: Friedrich Wolf: Die Matrosen von Cattaro (Hans Otto Theater Potsdam)
- 1968: Karl Mickel: Nausikaa (Hans Otto Theater Potsdam)
- 1969: Klaus Wolf: Lagerfeuer (Hans Otto Theater Potsdam)
- 1970: Johann Wolfgang von Goethe: Egmont in der Bearbeitung von Friedrich Schiller (Hans Otto Theater Potsdam)
- 1970: Maxim Gorki – Nachtasyl (Hans-Otto-Theater Potsdam)
- 1973: Bertolt Brecht: Turandot oder der Kongress der Weißwäscher (Berliner Ensemble)
- 1975: Bertolt Brecht: Herr Puntila und sein Knecht Matti (Berliner Ensemble)
- 1976: Bertolt Brecht: Der kaukasische Kreidekreis (Berliner Ensemble)
- 1977: Bertolt Brecht nach Jakob Michael Reinhold Lenz: Der Hofmeister (Berliner Ensemble)
- 1978: Bertolt Brecht: Mutter Courage und ihre Kinder (Berliner Ensemble)
- 2005: Bertolt Brecht: Der aufhaltsame Aufstieg des Arturo Ui (Euro-Studio Landgraf Titisee-Neustadt)
- 2009: Carl Zuckmayer: Der Hauptmann von Köpenick (Staatstheater Cottbus)
- 2014: Bertolt Brecht: Aufstieg und Fall der Stadt Mahagonny (Theater Hof)

## Filmografie (Auswahl)
- 1968: Komödie der Irrungen (Fernsehfilm)
- 1971: Nachtasyl (Fernsehfilm)
- 1979: Herr Puntila und sein Knecht Matti (Fernsehfilm)
- 1983: Der kaukasische Kreidekreis (Fernsehfilm)
- 2000: Sparekassen (Fernsehfilm)

## Hörspiele
- 1968: Ralph Knebel: Heimsuchungen eines Eingesessenen (Rundfunk der DDR)